# Al-Saadi al-Gaddafi
Al-Saadi al-Gaddafi (tiếng Ả Rập: الساعدي معمر القذافي; sinh ngày 25 tháng 5 năm 1973) là con trai thứ ba của nhà lãnh đạo Libya Muammar al-Gaddafi. Ông là một doanh nhân và cựu cầu thủ bóng đá Libya. Trong nội chiến Libya 2011, ông là người chỉ huy một đội quân đặc biệt và có liên quan đến chiến tranh. Interpol đã ra thông báo màu da cam để bắt giữ ông. Ông là một trong những người thân cận với cha mình. Vào ngày 11 tháng 9 năm 2011, một đội hộ tống đã đưa al-Saadi vượt biên giới sang Niger.

## Sự nghiệp cầu thủ
Al-Saadi từng chơi bóng tại Libya cho câu lạc bộ Al Ahly Tripoli. Vào ngày 6 tháng 6 năm 2000, BBC ghi nhận rằng Al-Saadi al-Gaddafi đã ký với câu lạc bộ Birkirkara F.C. của Malta và ông sẽ chơi bóng tại câu lạc bộ tại giải UEFA Champions League. Tuy nhiên điều này đã không trở thành hiện thực.
Bóng đá Libya đã có nhiều ưu ái với Saadi. Một luật đã được ban ra và theo đó cấm báo chí đưa tin tên của bất kỳ cầu thủ bóng đá nào ngoại trừ Saadi. Trên thực tế, ngoài Saadi, chỉ có một số cầu thủ khác đã được nêu tên khi đưa tin. Các trọng tài cũng dành sự ưu ái cho câu lạc bộ của Saadi và các lực lượng an ninh được sử dụng để dập tắt các phản kháng của các đội khác.
Ông đã ký hợp đồng với một câu lạc bộ tại giải Serie A của Ý là Perugia vào năm 2003. Tuy nhiên, ông đã chỉ chơi cho câu lạc bộ một trận đấu duy nhất và sau đó có kết quả dương tính trong một cuộc xét nghiệm ma túy. Ông từng là thành viên của ban điều hành câu lạc bộ Juventus, một tập đoàn Libya sở hữu 7,5% trong câu lạc bộ này, nhưng ông đã từ bỏ việc này để thi đấu cho Perugia. Ông từng là đội trưởng của đội tuyển Libya, đội trưởng của câu lạc bộ tại Tripoli, và chủ tịch của Liên đoàn bóng đá Libya. Al-Saadi al-Gaddafi từng được quyền thi dấu cho đội Udinese Calcio tại UEFA Champions League trong mùa giải 2005–06, ông đã thi đấu 10 phút trong một trận đấu vào cuối mùa giải với đội Cagliari Calcio. Ông cũng từng gia nhập câu lạc bộ U.C. Sampdoria trong mùa giải 2006–07, tuy nhiên ông đã không thi đấu trận bóng nào.

### Thống kê sự nghiệp
| Thành tích cấp CLB  | Thành tích cấp CLB  | Thành tích cấp CLB  | Giải vô địch | Giải vô địch                      | Cúp quốc gia | Cúp quốc gia | Cúp liên đoàn | Cúp liên đoàn | Cúp châu lục | Cúp châu lục | Tổng cộng | Tổng cộng |
| Mùa giải            | CLB                 | Giải vô địch        | Trận         | Bàn                               | Trận         | Bàn          | Trận          | Bàn           | Trận         | Bàn          | Trận      | Bàn       |
| Ý                   | Ý                   | Ý                   | Giải vô địch | Giải vô địch                      | Coppa Italia | Coppa Italia | League Cup    | League Cup    | Châu Âu      | Châu Âu      | Tổng cộng | Tổng cộng |
| ------------------- | ------------------- | ------------------- | ------------ | --------------------------------- | ------------ | ------------ | ------------- | ------------- | ------------ | ------------ | --------- | --------- |
| 2003-04             | Perugia             | Serie A             | 1            | 0                                 |              |              |               |               |              |              |           |           |
| 2004-05             | Perugia             | Serie B             | 0            | 0                                 |              |              |               |               |              |              |           |           |
| 2005-06             | Udinese             | Serie A             | 1            | 0                                 |              |              |               |               |              |              |           |           |
| 2006-07             | Sampdoria           | Serie A             | 0            | 0                                 |              |              |               |               |              |              |           |           |
| Tổng cộng           | Ý                   | Ý                   | 2            | 0\|\|\|\|\|\|\|\|\|\|\|\|\|\|\|\| |              |              |               |               |              |              |           |           |
| Tổng cộng sự nghiệp | Tổng cộng sự nghiệp | Tổng cộng sự nghiệp | 2            | 0\|\|\|\|\|\|\|\|\|\|\|\|\|\|\|\| |              |              |               |               |              |              |           |           |

## Hoạt động kinh doanh
Năm 2006, Al-Saadi al-Gaddafi và chính phủ Libya đã đưa ra một kế hoạch thành lập một thành phố bán tự trị theo mô hình Hồng Kông tại Libya, thành phố dự kiến nằm giữa thủ đô Tripoli và biên giới với Tunisia. Thành phố mới này được kỳ vọng sẽ là một trung tâm công nghệ cao, ngân hàng, y tế, giáo dục và mọi người sẽ không cần thị thực để vào thành phố. Thành phố sẽ có sân bay quốc tế của riêng mình cùng một hải cảng. Al-Saadi al-Gaddafi đã hứa hẹn rằng sẽ có sự khoan dung tôn giáo với cả "giáo đường Do Thái và nhà thờ Thiên Chúa" và sẽ không có việc phân biệt đối xử tại thành phố mới này. Thành phố mới sẽ có luật kinh doanh theo kiểu phương Tây và do đó các công ty Âu Mỹ sẽ có cảm giác tự nhiên và quen thuộc. Al-Saadi al-Gaddafi cũng tập trung vào ngành lọc dầu và các công ty tiếp thị của chính phủ Libya.

## Xét xử
Tháng 7 năm 2010, Al-Saadi al-Gaddafi đã bị một tòa án Ý tuyên phải trả 392.000 Euro cho một khách sạn sang trọng vì chưa trả tiền phòng sau kỳ nghỉ hè của ông vào năm 2007.

## Cá nhân
Saadi đã kết hôn với con gái của một chỉ huy quân sự Libya.